# 강병주 (아나운서)
강병주(1994년 10월 18일 ~ )은 대한민국의 아나운서이다.

## 경력
- 2022년 ~ 2024년 TJB 대전방송 아나운서
- 보령시청 아나운서

## 과거 진행 프로그램
- TJB 뉴스(오후)
- 네트워크 현장 고향이 보인다
- FM 뮤직에세이